# Droginia
Droginia est un village polonais de la gmina de Myślenice dans le powiat de Myślenice et dans la voïvodie de Petite-Pologne. Il se situe à environ 9 km au nord-est de Myślenice et à 23 km au sud de la capitale régionale Cracovie.